# Idris Elba
Pour les articles homonymes, voir Elba.
Idris Elba, né le 6 septembre 1972 dans le borough londonien de Hackney, est un acteur, scénariste, producteur et disc jockey britannico-sierra-léonais.
Il est notamment connu pour son interprétation du baron de la drogue et homme d'affaires Stringer Bell dans la série américaine Sur écoute (2002-2004) de HBO et de l'inspecteur londonien John Luther dans Luther (2010-2019), une série policière britannique diffusée sur la BBC. Il remporte de nombreux prix pour sa performance dans Luther, notamment le Golden Globes du Meilleur Acteur dans une série ou encore le Sag Awards du Meilleur Acteur dans une série. Il se fait connaître du grand public en tenant des seconds rôles dans plusieurs blockbusters : Prometheus (2012), Pacific Rim (2013), Gunman (2015), Star Trek : Sans limites (2016), La Tour sombre (2017) ou encore Hobbs and Shaw (2019). Il prête aussi ses traits au personnage de Heimdall dans l'univers cinématographique Marvel, principalement dans la trilogie Thor (2011-2017).
Parallèlement, il s'investit dans des projets plus dramatiques : en 2013, il joue Nelson Mandela dans le biopic Mandela : Un long chemin vers la liberté, de Justin Chadwick. Sa performance lui vaut des critiques plus que positives. Puis en 2015, il est à l'affiche du film Beasts Of No Nation. Il est alors nommé dans la totalité des grandes académies qui récompensent les œuvres cinématographiques, sauf une, aux Oscars, ce qui créera une polémique autour du manque de diversités aux Oscars. Il est également disc jockey, sous le pseudonyme de DJ Big Driis the Londoner, produisant essentiellement du hip-hop et de la soul, mais également de la house et tech house. Il possède par ailleurs son propre label, 7WALLACE.

## Biographie

### Jeunesse
Idris Akuna Elba est l'enfant unique d'un père sierra-léonais et d'une mère ghanéenne.

### Carrière d'acteur

#### Débuts télévisuels et révélation

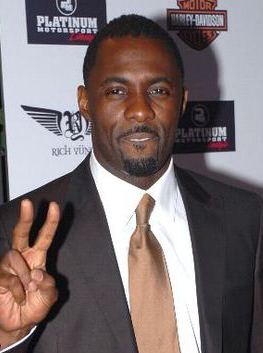
L'acteur en 2007, à l'after-party des American Music Awards.

Il commence sa carrière à la télévision britannique : après des débuts dans le soap opera britannique Family Affairs, il enchaîne les apparitions entre 1994 et 1999 : il se distingue notamment dans la série télévisée à succès Ultraviolet, en 1998.
Il joue le rôle de Gregoire dans la comédie française Belle-maman, aux côtés de Catherine Deneuve et Vincent Lindon.
Il débarque aux États-Unis au début des années 2000, où il apparaît dans quelques productions. Mais il se fait surtout remarquer en tenant le rôle récurrent du gangster intellectuel Russell « Stringer » Bell, dans Sur écoute, série dramatique saluée par la critique, et ce durant trois saisons, diffusées entre 2002 et 2004 par la chaîne câblée HBO. La chaîne lui renouvelle sa confiance en lui attribuant le rôle principal du téléfilm historique Quelques jours en avril, consacré au génocide au Rwanda, réalisé par Raoul Peck, et diffusé en 2008.
Fort de cette reconnaissance télévisuelle, il passe au cinéma pour des rôles secondaires exposés.
L'année 2007 est marquée par son apparition dans le thriller horrifique 28 Semaines plus tard, sous la direction de Juan Carlos Fresnadillo, et aux côtés d'autres valeurs montantes, Rose Byrne et Jeremy Renner ; puis au polar historique American Gangster, de Ridley Scott, mené par Denzel Washington et Russell Crowe.
Entre 2008 et 2010, il apparaît dans un des grands succès de Guy Richie, RocknRolla, puis dans une poignée d'échecs, critiques et commerciaux cuisants, sur le front américain. Parmi eux, le film d'horreur Unborn, de David S. Goyer, et la comédie d'action chorale The Losers.
C'est bien à la télévision qu'il parvient à dynamiser sa carrière : après s'être aventuré sur le terrain de la comédie - la sitcom The Office en 2009 et la plus grave The Big C, en 2010 - il revient à la télévision britannique en acceptant de prêter ses traits au héros éponyme de la série policière Luther, lancée par la chaîne anglaise BBC One. Sa performance lui vaut une poignée de nominations et de récompenses, et continue à contribuer à sa reconnaissance à l'échelle internationale.

#### Seconds rôles à Hollywood

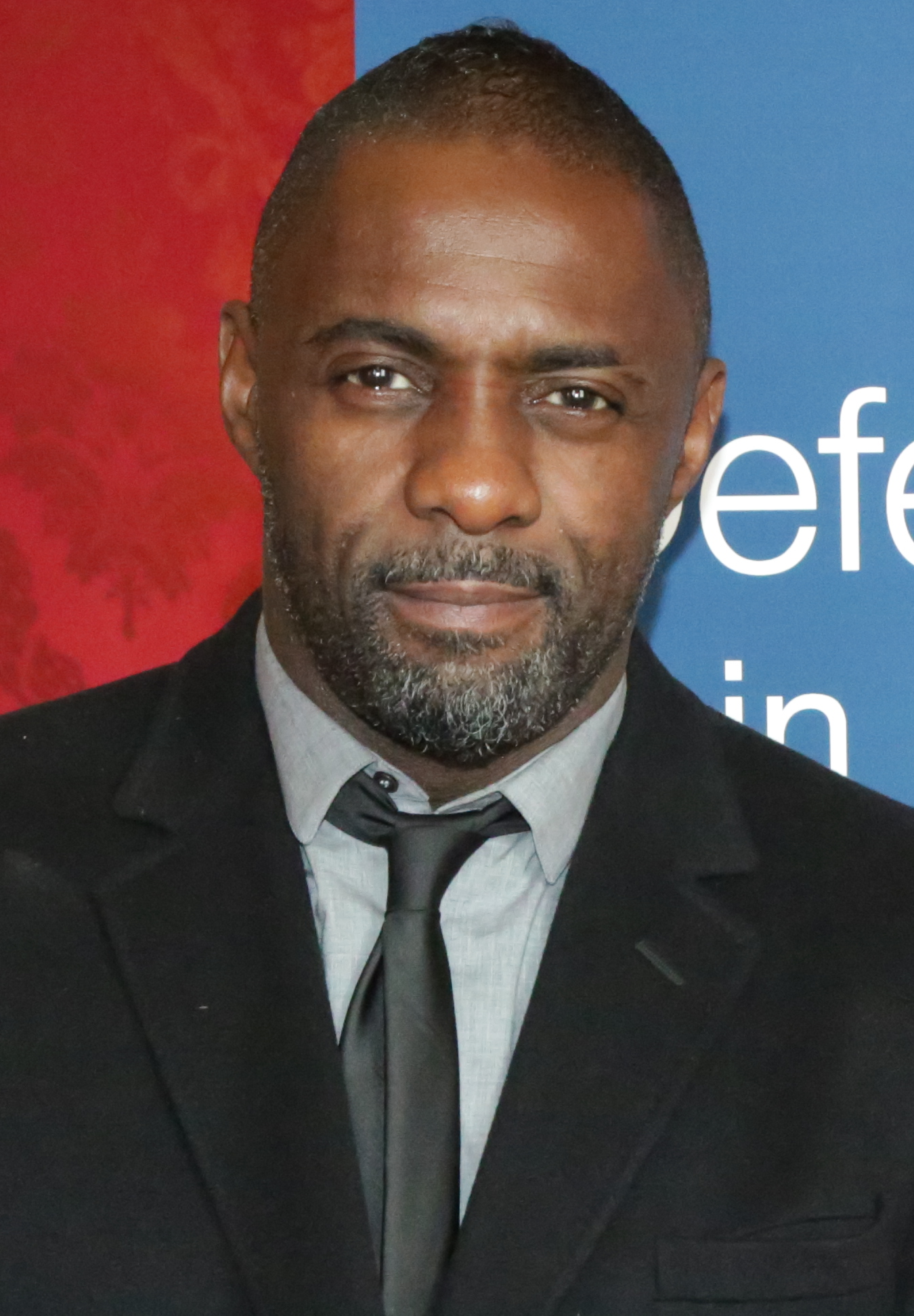
L'acteur en octobre 2014, à la conférence Defeating Ebola in Sierra Leone.

Entre deux saisons du programme, il parvient à évoluer dans des super-productions hollywoodiennes : il est en effet choisi par Marvel Studios pour prêter ses traits à Heimdall, le gardien du passage des Neuf Royaumes, dans le blockbuster Thor, de Kenneth Branagh, en 2011.
En 2012, il fait une infidélité ponctuelle à Disney/Marvel pour évoluer dans le film fantastique à moyen budget Ghost Rider 2 : L'Esprit de vengeance, de Mark Neveldine et Brian Taylor.
La même année, Ridley Scott fait de nouveau appel à lui pour intégrer la distribution de son blockbuster de science-fiction Prometheus, où il joue le débonnaire mais courageux capitaine du vaisseau éponyme.
Et en 2013, c'est Guillermo del Toro qui le convoque pour intégrer le casting international du spectaculaire Pacific Rim, toujours dans le rôle d'un pilote, cette fois de jaeger.
En 2015, il joue dans le film d'action Gunman, mis en scène par le français Pierre Morel, avec Sean Penn dans le rôle principal. C'est cette fois un échec critique et commercial.
C'est en s'éloignant des blockbusters qu'il décroche des premiers rôles, et évolue dans un registre plus adulte : en incarnant Nelson Mandela dans le biopic Mandela : Un long chemin vers la liberté, de Justin Chadwick en 2013 ; en 2014, il s'investit dans la production d'un drame dont il partage l'affiche avec Taraji P. Henson. La même année, il retourne en Angleterre pour porter le drame Second Coming, qui reçoit un bel accueil critique au Festival International du film de Toronto. Enfin, il est la tête d'affiche de l'acclamé drame historique Beasts of No Nation, écrit et réalisé par Cary Joji Fukunaga.
Cette reconnaissance critique va lui permettre de désormais prétendre à des premiers rôles.

#### Tête d'affiche

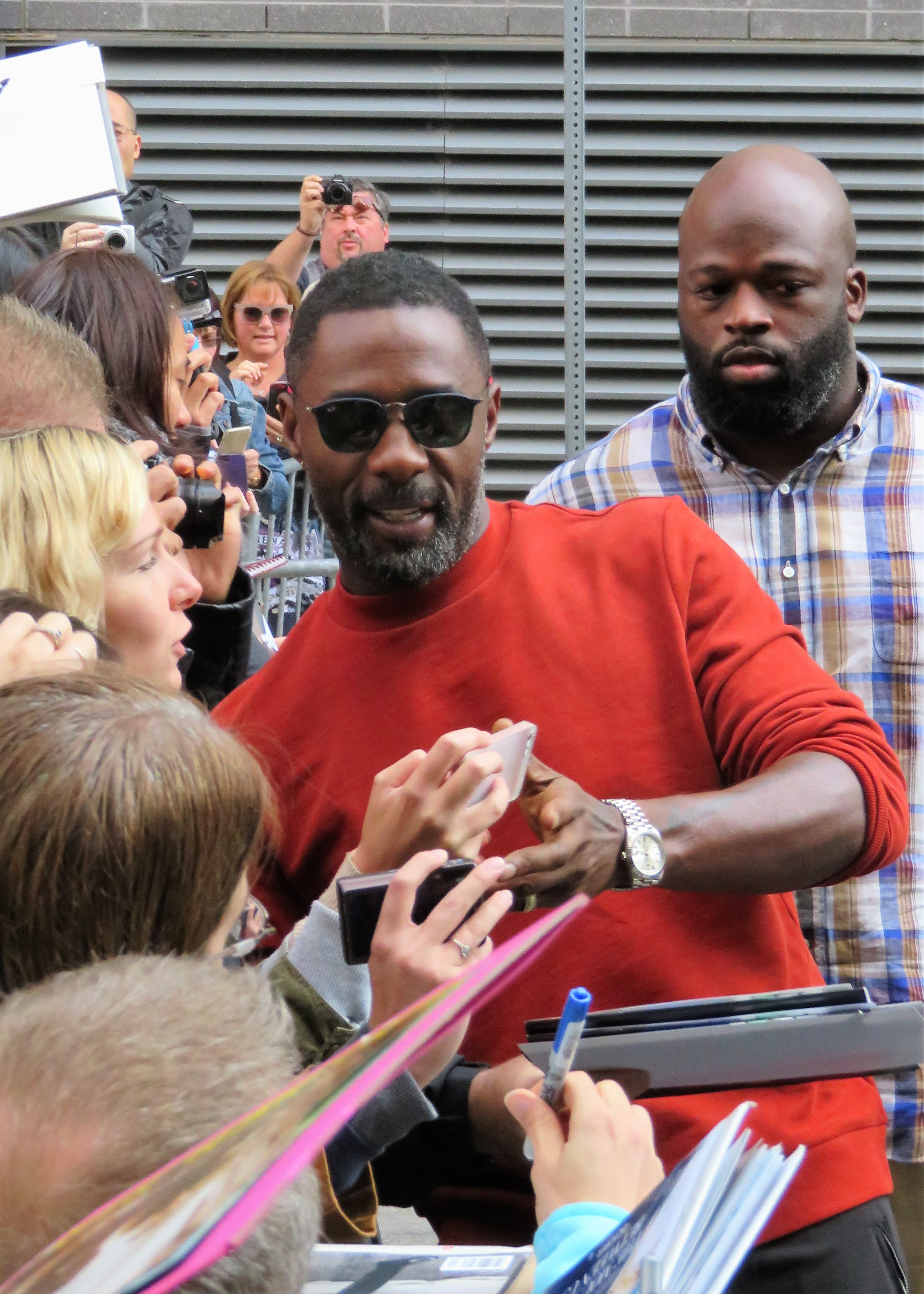
L'acteur à la première de La Montagne entre nous, au TIFF 2017.

En 2016, il partage l'affiche d'une co-production internationale, Bastille Day, avec Richard Madden. Il revient aussi à la science-fiction pour deux grosses productions hollywoodiennes : il joue le principal antagoniste de Star Trek : Sans limites, de Justin Lin, puis partage l'affiche de La Tour sombre avec Matthew McConaughey. Ces trois projets déçoivent cependant commercialement.
Il multiplie aussi les projets avec des actrices glamour : le drame britannique 100 Streets, où il a pour partenaire Gemma Arterton, passe cependant inaperçu en 2016.
En 2017, il joue dans le mélodrame d'aventure américain La Montagne entre nous, où il évolue aux côtés d'une compatriote oscarisée, Kate Winslet. Enfin, il seconde Jessica Chastain, tenant du rôle-titre du thriller Molly's Game, sous la direction du scénariste oscarisé Aaron Sorkin.
Parallèlement à cette progression, il peut toujours compter sur son rôle de Heimdall dans l'univers cinématographique Marvel, qu'il interprète dans Thor : Le Monde des ténèbres (2013), d'Alan Taylor, puis Thor: Ragnarok (2017), de Taika Waititi. Il défend aussi le personnage le temps de quelques scènes dans Avengers : L'Ère d'Ultron (2015), de Joss Whedon puis Avengers: Infinity War (2018), d'Anthony et Joe Russo.
Son contrat achevé, il s'engage dans une autre franchise : Hobbs and Shaw, spin-off de la série de films Fast and Furious mené par le tandem Jason Statham/Dwayne Johnson.
Il revient à la télévision pour plusieurs projets comme tête d'affiche : après avoir secondé en 2017 Freida Pinto dans la mini-série anglaise historique Guerilla, il tient en 2018 le premier rôle de la mini-série comique In the Long Run. Il enchaîne avec une autre série comique diffusée par Netflix, Turn Up, Charlie, qui lui permet d'explorer comme acteur le monde de la musique. Sans compter Luther, pour qui il revient pour une quatrième saison en 2015 puis une cinquième en 2019.
Parallèlement à ces multiples engagements, il signe aussi sa première réalisation, le film indépendant salué Yardie.
Largement apprécié du public, Idris Elba a également été longtemps pressenti pour succéder à Daniel Craig dans le rôle de James Bond. Il a cependant confié au podcast Smartless, le 28 juin 2023, qu'il n'incarnerait pas le célèbre espion, déçu par les polémiques soulevées autour de sa couleur de peau.

### Carrière musicale

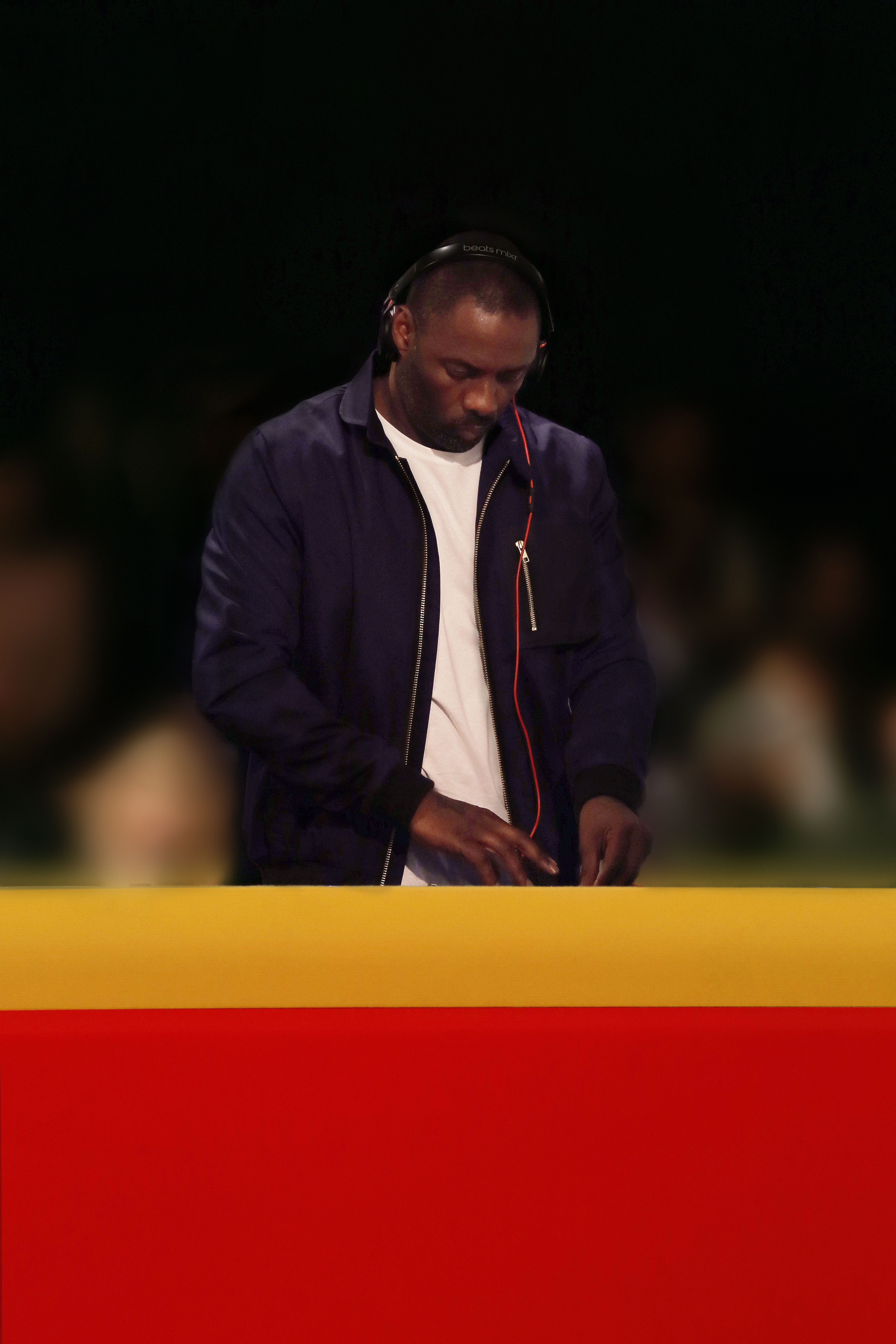
Elba mixant.

En 2006, il enregistre un maxis 4 titres sur le label Hevlar Records.
En 2007, il participe à l'album American Gangster du rappeur Jay-Z : il coproduit et interprète l'introduction de l'album. Il joue également dans le film ayant inspiré le rappeur : American Gangster de Ridley Scott.
En 2011, il participe à l'introduction The Warning de l'album de Pharoahe Monch, W.A.R. (We Are Renegades).
En 2012, il participe en tant qu'acteur au clip de Mumford & Sons, Lover Of The Light (en).
En 2013, il est invité sur le morceau Gotham City, des Clear Soul Forces.
En 2015, il est invité par le rappeur anglais Skepta sur le remix du morceau Shutdown.
En 2016, il est invité sur le morceau de rap Dance off de Macklemore et Ryan Lewis pour leur album This unruly mess I've made.
Depuis 2010 et toujours en activité aujourd'hui, il se produit à divers clubs et festivals dans le monde sous son propre nom en tant que DJ de House music et également propriétaire de son label 7Wallace.
Il se produit notamment à Ibiza pour les soirées Paris By Night du DJ Français Bob Sinclar au Pacha ou au festival Glastonbury mais encore durant la Winter Music Conference de Miami. Ayant été « raver » dans les années 1980-1990, il dit n'avoir jamais laissé tomber sa passion qu'était la musique.

### Vie privée
Idris Elba épouse en premières noces l'actrice libérienne Dormowa Sherman,. Une fille, Isan, naît de cette union,.
Il épouse ensuite Henne (Kim) Norgaard, une maquilleuse professionnelle.
En 2010, il annonce la naissance de son premier garçon qu'il aurait eu avec son ancienne petite amie, Desiree Newberry,,. Il s'avère finalement qu'il n'est pas le père biologique de cet enfant.
En couple depuis mars 2013 avec la maquilleuse professionnelle Naiyana Garth, ils ont depuis eu leur premier enfant (Winston Elba),.
Cependant, de passage au Festival international du film de Toronto (TIFF) 2017 pour défendre la sortie du film The Mountain Between Us, drame d'action dans lequel il donne la réplique à Kate Winslet, l'acteur de 45 ans profite de la soirée pour officialiser sa relation avec le mannequin Sabrina Dhowre, qui deviendra sa femme le 26 avril 2019.
L'acteur est aussi un passionné d'automobile et de vitesse ; il a d'ailleurs battu le record du monde de vitesse du « Flying Mile ». Grâce à une Bentley Continental GT Speed, il a atteint la vitesse de 290 km/h, battant ainsi le record de 1927 qui était de 281 km/h.

### Engagement associatif
En 2024, Idriss Elba lance une campagne d'interdiction de vente de certains couteaux afin de faire diminuer le nombre grandissant d'attaques à l'arme blanche au Royaume-Uni.

### Studio de cinéma
En août 2024, Idris Elba reçoit un terrain sur l’île de Zanzibar, située en Tanzanie, où il à le projet de construire un studio de cinéma.

## Filmographie

### Acteur

#### Cinéma

##### Longs métrages
- 1999 : Belle Maman de Gabriel Aghion : Grégoire
- 2000 : Sorted d'Alexander Jovy : Jam
- 2001 : Soldats sans bataille (Buffalo Soldiers) de Gregor Jordan : Kimborough
- 2003 : One Love de Rick Elgood et Don Letts : Aaron
- 2005 : The Gospel de Rob Hardy (en) : le révérend Charles Frank
- 2007 : Daddy's Little Girls de Tyler Perry : Monty
- 2007 : Les Châtiments (The Reaping) de Stephen Hopkins : Ben
- 2007 : 28 Semaines plus tard (28 Weeks Later) de Juan Carlos Fresnadillo : le général Stone
- 2007 : American Gangster de Ridley Scott : Tango
- 2007 : This Christmas de Preston A. Whitmore II : Quentin Whitfield Jr.
- 2008 : Le Bal de l'horreur (Prom Night) de Nelson McCormick : le détective Winn
- 2008 : RocknRolla de Guy Ritchie : Mumbles
- 2008 : The Human Contract de Jada Pinkett Smith : Larry
- 2009 : Unborn (The Unborn) de David S. Goyer : Arthur Wyndham
- 2009 : Obsessed de Steve Shill : Derek Charles
- 2010 : Legacy de Thomas Eromose Ikimi : Malcolm Gray (également producteur exécutif)
- 2010 : The Losers de Sylvain White : Roque
- 2010 : Takers de John Luessenhop : Gordon Jennings
- 2011 : Thor de Kenneth Branagh : Heimdall
- 2012 : Ghost Rider 2 : L'Esprit de vengeance (Ghost Rider: Spirit of Vengeance) de Mark Neveldine et Brian Taylor : Moreau
- 2012 : Prometheus de Ridley Scott : le capitaine Janek
- 2013 : Pacific Rim de Guillermo del Toro : Stacker Pentecost
- 2013 : Mandela : Un long chemin vers la liberté (Mandela: Long Walk to Freedom) de Justin Chadwick : Nelson Mandela
- 2013 : Thor : Le Monde des ténèbres (Thor: The Dark World) d'Alan Taylor : Heimdall
- 2014 : Nature de Patrick Morris et Neil Nightingale
- 2014 : Second Coming de Debbie Tucker Green : Mark
- 2014 : Double trahison de Sam Miller : Colin Evans (également producteur exécutif)
- 2015 : Gunman (The Gunman) de Pierre Morel : Jackie Barnes
- 2015 : Avengers : L'Ère d'Ultron de Joss Whedon : Heimdall
- 2015 : Beasts of No Nation de Cary Joji Fukunaga : le commandant (également producteur exécutif)
- 2016 : Zootopie (Zootopia) de Byron Howard, Rich Moore et Jared Bush : Chef Bogo (voix)
- 2016 : Le Livre de la Jungle (The Jungle Book) de Jon Favreau : Shere Khan (voix)
- 2016 : Bastille Day de James Watkins : Sean Briar
- 2016 : Le Monde de Dory d'Andrew Stanton : Fluke (voix)
- 2016 : 100 Streets de Jim O'Hanlon : Max (également producteur exécutif)
- 2016 : Star Trek : Sans limites (Star Trek Beyond) de Justin Lin : Balthazar Edison / Krall
- 2017 : La Tour sombre (The Dark Tower) de Nikolaj Arcel : Roland de Gilead
- 2017 : Le Grand Jeu (Molly's Game) d'Aaron Sorkin : Charlie Jaffey
- 2017 : La Montagne entre nous (The Mountain Between Us) d'Hany Abu-Assad : Ben Bass
- 2017 : Thor : Ragnarok de Taika Waititi : Heimdall
- 2018 : Avengers: Infinity War d'Anthony et Joe Russo : Heimdall
- 2019 : Fast and Furious: Hobbs and Shaw de David Leitch : Brixton Lore
- 2019 : Cats de Tom Hooper : Macavity
- 2020 : Concrete Cowboy de Ricky Staub : Harp
- 2021 : The Suicide Squad de James Gunn : Robert DuBois / Bloodsport
- 2021 : The Harder They Fall de Jeymes Samuel : Rufus Buck
- 2022 : Sonic 2, le film (Sonic the Hedgehog 2) de Jeff Fowler : Knuckles (voix et capture de mouvement)
- 2022 : Thor: Love and Thunder de Taika Waititi : Heimdall (caméo, scène post-générique)
- 2022 : Trois mille ans à t'attendre (Three Thousand Years of Longing) de George Miller : le Djinn
- 2022 : Beast de Baltasar Kormákur : Dr Nate Samuels
- 2023 : Luther : Soleil déchu (Luther: The Fallen Sun) de Jamie Payne : John Luther
- 2023 : Tyler Rake 2 de Sam Hargrave : Alcott (caméo)
- 2024 : Sonic 3, le film (Sonic the Hedgehog 3) de Jeff Fowler : Knuckles (voix et capture de mouvement)
- 2025 : Zootopie 2 (Zootopia 2) : Chef Bogo (voix)
- 2025 : Fixed de Genndy Tartakovsky : Rocco (voix)
- 2025 : Heads of State d'Ilia Naïchouller : Sam Clarke
- 2025 : A House of Dynamite de Kathryn Bigelow
- 2026 : Masters of the Universe de Travis Knight : le Maître d'armes
- 2027 : High in the Clouds : Barrel (voix)

##### Courts métrages
- 1997 : Behind the Mask de Ngozi Onwurah : Ovronramwen
- 2014 : An Epic Journey to Coming to America de Michael Hernandez : Driis

#### Télévision

##### Téléfilms
- 2005 : Quelques jours en avril (Sometimes in april) de Raoul Peck : Augustin Muganza
- 2005 : World of Trouble de Stephen Hopkins
- 2006 : All in the Game de Jim O'Hanlon : Paul

##### Séries télévisées
- 1994 : 2point4 Children : le parachutiste instructeur (1 épisode)
- 1994 : Space Precinct : le livreur de pizza (1 épisode)
- 1994-1995 : The Bill : Earl Lee / Alex Mason (2 épisodes)
- 1995 : Absolutely Fabulous : Hilton (1 épisode)
- 1995 : Bramwell : Charlie (1 épisode)
- 1996 : Inspecteur Wexford : Raffy / Un contrôleur (4 épisodes)
- 1996 : The Governor : Officier Chiswick (2 épisodes)
- 1996 : Crucial Tales : Benton (mini-série, 1 épisode)
- 1996 : Crocodile Shoes II : Jo-jo (mini-série, 1 épisode)
- 1997 : Affaires non classées : Charlie (2 épisodes)
- 1997 : Insiders : Robinson Bennett (6 épisodes)
- 1997 : Family Affairs : Tim Webster (7 épisodes)
- 1998 : Verdict : Brian Rawlinson  (1 épisode)
- 1998 : Ultraviolet : Vaughan Rice (mini-série, 6 épisodes)
- 1998 : Le docteur mène l'enquête (Dangerfield) : Matt Gregor (saison 6, 12 épisodes)
- 2000 : In Defence : Paul Fraser (1 épisode)
- 2001 : La Brigade du courage (London's Burning) : Caporal Frost (saison 13, épisodes 9 et 10)
- 2001 : New York, police judiciaire (Law & Order) : Lonnie Liston (saison 12, épisode 9)
- 2002 : Meurtres à l'anglaise (The Inspector Lynley Mysteries) : Robert Gabriel (saison 1, épisode 3)
- 2002 : Le Justicier de l'ombre (Hack) : Mac Boone (saison 1, épisode 4)
- 2002-2004 : Sur écoute (The Wire) : Russell "Stringer" Bell (37 épisodes)
- 2003 : Soul Food : Les Liens du sang (Soul Food) : Smitty (saison 4, épisode 8)
- 2003 : Queens Supreme : Carla (1 épisode)
- 2003 : Les Experts : Miami (CSI: Miami) : Angelo Sedaris (saison 2, épisode 5)
- 2005 : Girlfriends : Paul Raymond (1 épisode)
- 2005 : Jonny Zéro : Hodge (1 épisode)
- 2008 : L'Agence no 1 des dames détectives : Charlie Gotso (1 épisode)
- 2009 : The Office : Charles Miner (saison 5, 7 épisodes)
- 2010-2019 : Luther : John Luther (également producteur associé de 16 épisodes)
- 2010 : The Big C : Lenny (saison 1, 4 épisodes)
- 2017 : Five by Five : Alpha Ash (saison 1, 2 épisodes - également producteur exécutif de 5 épisodes)
- 2017 : Guerilla : Kent (mini-série, 4 épisodes - également producteur exécutif de 6 épisodes)
- 2018 : In the Long Run : Walter (6 épisodes - également producteur exécutif et scénariste des 6 épisodes)
- 2019 : Charlie, monte le son (Turn Up Charlie) : Charlie (également producteur exécutif et scénariste)
- 2023 : Hijack : Sam Nelson
- 2024 : Knuckles : Knuckles (voix)

#### Publicité
- 2015 : Tom Clancy's Rainbow Six: Siege : lui-même, trailer live pour la promo du jeu

#### Jeux vidéo
- 2011 : Call of Duty: Modern Warfare 3 : Truck
- 2014 : Call of Duty: Advanced Warfare[réf. nécessaire]
- 2016 : Lego Marvel's Avengers : Heimdall
- 2019 : NBA 2K20 : l'entraîneur
- 2023 : Cyberpunk 2077 (Extension Phantom Liberty) : Solomon Reed

### Réalisateur
- 2013-2015 : Playhouse Presents (émission de télévision, 2 épisodes - également scénariste)
- 2014 : Rebellious Soul: The Musical (téléfilm)
- 2018 : Yardie (long métrage - également producteur exécutif)

### Producteur
- 2011 : How Hip Hop Changed the World (documentaire télévisé)
- 2011 : Demons Never Die de Arjun Rose (film)
- 2011 : Walk life a Panther (série télévisée, épisode pilote)
- 2012 : Milk & Honey (série télévisée, épisode pilote)
- 2012 : Idris Elba's How Clubbing Changed the World (documentaire télévisé)
- 2014 : Howard's Happy Place d'Andrew Bond (court métrage télévisé)
- 2014 : Beats of the Beautiful Game d'Indrani Pal-Chaudhuri (court métrage)
- 2015 : Mandela, My Dad and Me (documentaire)
- 2015 : Murdah Loves John de Arjun Rose (clip vidéo)
- 2016 : Little Big House de Cat Jones (court métrage)
- 2017 : Idris Elba: Fighter (mini-série, 3 épisodes)
- 2017 : Cut from a Different Cloth de Richard Terry (documentaire)
- 2017 : Romesh:  Talking to Comedians (série télévisée, épisode pilote)
- 2017 : Idris Elba: No Limits (mini-série documentaire, 1 épisode)
- 2023 : Luther : Soleil déchu (Luther: The Fallen Sun) de Jamie Payne
- 2025 : Heads of State d'Ilia Naïchouller

## Distinctions
Note : Cette section récapitule les principales récompenses et nominations obtenues par Idris Elba. Pour une liste plus complète, se référer au site IMDb.

### Récompenses
- 2010 : BET Awards du meilleur acteur pour The Losers (2010).
- 2011 : NAACP Image Awards du meilleur acteur dans un téléfilm, mini-série télévisée ou programme spécial pour Luther (2010-2016).
- 10e cérémonie des BET Awards 2011 : 
  - Meilleur acteur dans une mini-série ou un téléfilm pour Luther (2010-2016).
  - Meilleur acteur pour Takers (2010).
- 4e cérémonie des Crime Thriller Awards 2011 : Meilleur acteur dans une mini-série ou un téléfilm pour Luther (2010-2016).
- 2012 : Black Reel Awards de la meilleure performance masculine dans une mini-série ou un téléfilm pour Luther (2010-2016).
- 69e cérémonie des Golden Globes 2012 : meilleur acteur dans une mini-série ou un téléfilm pour Luther (2010-2016).
- BAFTA/LA 2013 : Lauréat du Prix Humanitaire.
- 2013 : Capri du meilleur acteur pour Mandela : Un long chemin vers la liberté (2013).
- 45e cérémonie des NAACP Image Awards 2014 : Meilleur acteur dans une mini-série ou un téléfilm pour Luther (2010-2016).
- Royal Television Society Awards 2014 : meilleur acteur pour Luther
- 2015 : Capri du meilleur acteur dans un second rôle pour Beasts of No Nation (2015).
- Washington DC Area Film Critics Association 2015 : meilleur acteur dans un second rôle pour Beasts of No Nation
- 2016 : Ghana Movie Awards du meilleur acteur dans un second rôle pour Beasts of No Nation (2015).
- Black Reel Awards 2016 : meilleur acteur dans un second rôle pour Beasts of No Nation
- 6e cérémonie des Critics' Choice Television Awards 2016 : Meilleur acteur dans une mini-série ou un téléfilm pour Luther (2010-2016).
- 2016 : Evening Standard British Film Awards du meilleur acteur pour Beasts of No Nation (2015).
- 31e cérémonie des Independent Spirit Awards 2016 : Meilleur acteur dans un second rôle pour Beasts of No Nation (2015).
- 2016 : North Texas Film Critics Association Awards du meilleur acteur dans un second rôle pour Beasts of No Nation (2015)...
- SAG Awards 2016 :
  - Meilleur acteur dans un second rôle dans Beasts of No Nation
  - Meilleur acteur dans une mini-série ou un téléfilm dans Luther

- Black Reel Awards 2017 : meilleure performance de doublage pour Le livre de la jungle
- NAACP Image Awards 2017 : meilleure performance de doublage pour Le livre de la jungle
- NAACP Image Awards 2018 : meilleur acteur dans une mini-série ou un téléfilm pour Guerrilla
- National Film Awards 2019 : meilleur drame pour Yardie

### Nominations
- NAACP Image Awards 2005 : meilleur acteur dans un second rôle dans une série télévisée dramatique pour Sur écoute
- Black Reel Awards 2006 : 
  - meilleur acteur pour The Gospel
  - meilleur acteur de télévision pour Quelques jours en avril
- NAACP Image Awards 2006 : meilleur acteur dans une mini-série ou un téléfilm pour Quelques jours en avril
- BET Awards 2007 : meilleur acteur pour Daddy's Little Girls
- BET Awards 2008 : 
  - meilleur acteur pour This Christmas
  - meilleur acteur pour American Gangster
  - meilleur acteur pour 28 semaines plus tard
- 14e cérémonie des Screen Actors Guild Awards 2008 :  meilleure distribution pour American Gangster[21]
- BET Awards 2009 : 
  - meilleur acteur pour Rock'n Rolla
  - meilleur acteur pour Unborn
- NAACP Image Awards 2010 : meilleur acteur pour Obsessed
- 15e cérémonie des Satellite Awards 2010 : meilleur acteur dans une mini-série ou un téléfilm pour Luther
- 68e cérémonie des Golden Globes 2011 : meilleur acteur dans une mini-série ou un téléfilm pour Luther
- NAACP Image Awards 2011 : meilleur acteur dans un second rôle pour Takers
- 63e cérémonie des Primetime Emmy Awards 2011 : 
  - meilleur acteur invité dans une série télévisée comique pour The Big C
  - meilleur acteur dans une mini-série ou un téléfilm pour Luther
- 16e cérémonie des Satellite Awards 2011 : meilleur acteur dans une mini-série ou un téléfilm pour Luther
- 11e cérémonie des BET Awards 2012 :
  - meilleur acteur pour Thor
  - meilleur acteur pour Ghost Rider 2: L'esprit de vengeance
  - meilleur acteur pour Luther
- 2e cérémonie des Critics' Choice Television Awards 2012 : meilleur acteur dans une mini-série ou un téléfilm pour Luther
- NAACP Image Awards 2012 : meilleur acteur dans une mini-série ou un téléfilm pour Luther
- 64e cérémonie des Primetime Emmy Awards 2012 : meilleur acteur dans une mini-série ou un téléfilm pour Luther
- 17e cérémonie des Satellite Awards 2012 : meilleur acteur dans une mini-série ou un téléfilm pour Luther
- 6e cérémonie des Crime Thriller Awards 2013 : Meilleur acteur dans une mini-série ou un téléfilm pour Luther (2010-2016).
- Women Film Critics Circle 2013 : meilleur acteur pour Mandela: Un long chemin vers la liberté
- Acapulco Black Film Festival 2014 : 
  - meilleur acteur pour Mandela: Un long chemin vers la liberté
  - artiste de l'année pour Mandela: Un long chemin vers la liberté, Pacific Rim et Thor: Le monde des ténèbres
- 13e cérémonie des BET Awards 2014 : 
  - meilleur acteur pour Mandela: Un long chemin vers la liberté
  - meilleur acteur pour Thor: Le monde des ténèbres
- Black Reel Awards 2014 : meilleur acteur pour Mandela : Un long chemin vers la liberté
- 71e cérémonie des Golden Globes 2014 : 
  - meilleur acteur dans un film dramatique pour Mandela: Un long chemin vers la liberté
  - meilleur acteur dans une mini-série ou un téléfilm pour Luther
- Jupiter Awards 2014 : meilleur acteur international pour Pacific Rim
- NAACP Image Awards 2014 : 
  - meilleur acteur pour Mandela: Un long chemin vers la liberté
  - Entertainer of the Year Award
- National Television Awards 2014 : meilleur acteur pour Luther
- 66e cérémonie des Primetime Emmy Awards 2014 : meilleur acteur dans une mini-série ou un téléfilm pour Luther
- Austin Film Critics Association 2015 : meilleur acteur dans un second rôle pour Beasts of No Nation
- 14e cérémonie des BET Awards 2015 :
  - meilleur acteur pour Luther
  - meilleur acteur pour Double trahison
- Dallas-Fort Worth Film Critics Association Awards 2015 : meilleur acteur dans un second rôle pour Beasts of No Nation
- NAACP Image Awards 2015 : meilleur acteur pour Double trahison
- St. Louis Film Critics Association 2015 : meilleur acteur dans un second rôle pour Beasts of No Nation
- 63e cérémonie des British Academy Television Awards 2016 : meilleur acteur pour Luther
- 69e cérémonie des British Academy Film Awards 2016 : meilleur acteur dans un second rôle pour Beasts of No Nation
- 15e cérémonie des BET Awards 2016 : 
  - meilleur acteur pour Zootopie
  - meilleur acteur pour Beasts of No Nation
  - meilleur acteur pour Luther

- Denver Film Critics Society 2016 : meilleur acteur dans un second rôle pour Beasts of No Nation
- 73e cérémonie des Golden Globes 2016 : 
  - meilleur acteur dans un second rôle
  - meilleur acteur dans une mini-série ou un téléfilm pour Luther
- London Critics' Circle Film Awards 2016 : 
  - acteur britannique de l'année pour Beasts of No Nation
  - acteur britannique de l'année pour Second Coming
- NAACP Image Awards 2016 : 
  - meilleur acteur dans un second rôle pour Beasts of No Nation
  - meilleur acteur dans une mini-série ou un téléfilm pour Luther
- 68e cérémonie des Primetime Emmy Awards 2016 : meilleur acteur dans une mini-série ou un téléfilm pour Luther
- 22e cérémonie des Screen Actors Guild Awards 2016 : meilleure distribution pour Beasts of No Nation, nomination partagée avec Abraham Attah et Kurt Egyiawan
- Black Reel Awards 2017 : 
  - meilleure performance de doublage pour Zootopie
  - meilleure performance de doublage pour Le monde de Dory
- Kids' Choice Awards 2017 : méchant favori pour Star Trek Beyond
- NAACP Image Awards 2017 : meilleure performance de doublage pour Le monde de Dory
- Berlinale 2018 : Panorama pour Yardie
- Black Reel Awards 2018 : meilleur acteur dans un second rôle pour Le grand jeu
- NAACP Image Awards 2018 : meilleur acteur dans un second rôle pour Thor: Ragnarok
- Festival du film de Sundance 2018 : Grand Prix du Jury pour Yardie
- Black Reel Awards 2019 : meilleur nouveau réalisateur pour Yardie

## Voix francophones
En version française, Frantz Confiac est la voix française régulière d'Idris Elba depuis le film Thor en 2011. Il le double notamment à vingt-sept reprises dans Prometheus, Beasts of No Nation, Star Trek : Sans limites et La Tour sombre, etc.. Avant lui, Jean-Paul Pitolin était sa voix régulière dans 28 semaines plus tard, American Gangster, Takers, Pacific Rim et La Montagne entre nous, etc.. Enfin, Daniel Lobé l'a occasionnellement doublé dans la série Luther ainsi que les films Mandela : Un long chemin vers la liberté, Le Livre de la jungle, Bastille Day et Fast and Furious: Hobbs and Shaw. Emmanuel Jacomy l'a également doublé à deux reprises dans la série Sur écoute et le film Obsessed.
Au Québec, Patrick Chouinard est la voix québécoise régulière de l'acteur.
Versions françaises
- Frantz Confiac[22] dans les films du MCU, Prometheus, Beasts of No Nation, Star Trek : Sans limites, La Tour sombre, etc.

Versions québécoises
Note : La liste indique les titres québécois.
- Patrick Chouinard[24] dans les films du MCU, Preneurs, Prometheus, Pacific Rim, La Tour sombre, La Montagne entre nous, Le Grand Jeu, etc.